# Hermann Weiß
Hermann Herbert Maria "Harry" Weiß, senare Henry Herbert Marc Ward, född 17 mars 1909 i Wien, död 16 maj 1979 i Camden i London i England, var en österrikisk ishockeyspelare. Han kom på delad femte plats i olympiska vinterspelen i Sankt Moritz 1928 och på delad sjunde plats i olympiska vinterspelen i Garmisch-Partenkirchen 1936.